# Отурчення

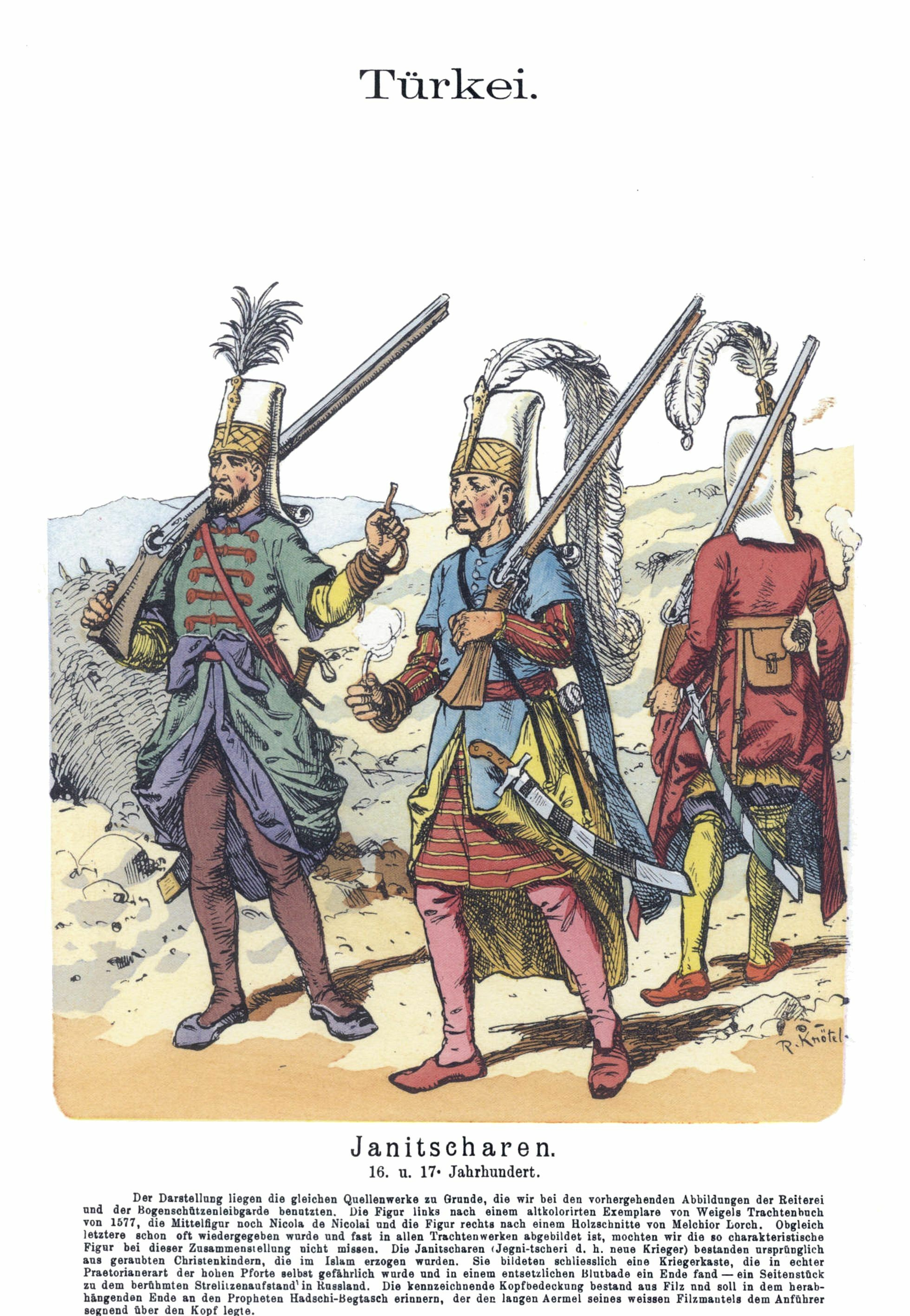
Яничари — колишні християнські юнаки, що ставали об'єктами отурчення.

Оту́рчення, Отуре́чення, або Тюркиза́ція (туркм. Türkleştirme, англ. Turkification) — процес культурної асиміляції турками або тюрками підлеглих народів (вірмени, курди, сирійці, євреї, перси, араби, бедуїни, татари, кримські татари, русини, греки, болгари, румуни, серби, хорвати, албанці). Мала місце у Сельджуцькій та Османській імперіях, а також Туреччині. Супроводжувалася зміною релігії (ісламізацією), переходом на турецьку мову й звичаї, шлюбами із етнічними турками. Заохочувалася пільгами у політичній, управлінській та інших суспільних сферах, до якої допускалися отурчені представники інших народів. Сприяла формуванню монолітної конфесійно-етнічної спільноти, лояльної до державної влади. Регіонами, де відбувалося інтенсивне отурчення були Анатолія, Кіпр, Кавказ, Балкани, Палестина, Північна Африка. Також — ту́рчення (від дієслова ту́рчити), поту́рчення (від дієслова поту́рчити), або потурна́цтво (синонім зрадництва). В українській мові отуречені особи називалися зневажливо потурна́к або потурна́чка, що сприймалося як синонім зрадника, ренегата.

## "Потурчені українці"
"Потурчені українці" — це термін, який використовується для опису українців, зокрема запорозьких козаків які прийняли іслам або були асимільовані в османському суспільстві, особливо в період панування Османської імперії на українських землях або внаслідок полону.
Протягом століть, особливо з XV по XVIII століття, Кримське ханство яке було васалом Османської імперії та Османська імперія здійснювали численні набіги на українські землі. В результаті цих набігів тисячі українців потрапляли в полон (так званий "ясир") і були продані в рабство.
Частина полонених, особливо жінки та діти, опинялися в гаремах, у заможних родинах, де поступово асимілювалися, приймали іслам і втрачали зв'язок зі своїм українським корінням. До яничар набирали хлопчиків із слов'янських християнських родин та із завойованих слов'янських територій. Турки цілеспрямовано виховували яничарів із дітей слов'янського походження, позаяк у відповідну добу вважалося, що слов'яни мають високі фізичні якості та потенціал до жорсткої військової дисципліни. Вони отримували виховання в дусі ісламу та османської культури. В результаті такого виховання хлопці починали вважати себе турками, ставали високодисциплінованими, вірними воїнами, які бачили своє призначення у служінні султану та поширенні ісламу. Вони були опорою Османської імперії, а їхня відданість була однією з головних причин могутності султанів. 
Деякі "потурчені" українці, завдяки своїм здібностям та інтелекту, могли досягати високих посад в Османській імперії. Найвідомішим прикладом є Роксолана (Хюррем Султан), яка була дружиною султана Сулеймана І Пишного (Кануні) і відігравала значну роль у політичному житті імперії. Окрім Роксолани найвідомішою українкою також є Хатіжде Турхан яка за деякими джерелами походила з Поділля та була дружиною султана Ібрагіма I і матір'ю майбутнього султана Мехмеда IV. Після смерті Ібрагіма I та короткого правління її свекрухи Кьосем Султан, Турхан Хатіжде стала валіде-султан (матір'ю султана) і фактично регентом Османської імперії під час малолітства свого сина Мехмеда IV. Вона керувала імперією в буремні роки, насичені повстаннями та бунтами яничарів та закінчила епоху "Жіночого султанату" яку розпочала славнозвісна Роксолана. За її життя козаки на чолі з Петром Дорошенком отримали османський протекторат та спільно з турецьким і кримськотатарським військом воювали проти Речі Посполитої та Московії.
Існують також згадки про українців-драгоманів (перекладачів) та інших чиновників.
В деяких випадках, змішані шлюби та культурна асиміляція могли призводити до формування нових етнічних груп з частковим українським корінням, але вже з іншою культурою та вірою.
Українські козаки не мали заборон на перехід до табору опонентів на фронтирі. Як про звичну справу про потурнацтво пиcав коронний гетьман Станіслав Жолкевський: "Турки поінформовані від самих козаків, яких немало в неволі швидко потурчилося". У лютому 1640 року коронний гетьман Станіслав Конецпольський напоумлював посла до Туреччини Войцеха М’ясковського, "щоб перекинчиків не приймали, яких є сила в Очакові". З історичного контексту тут не обов'язково йде мова про прийняття козаками ісламу. Також може матися на увазі перехід на службу до Османської імперії або Кримського ханства, визнання зверхності султана або хана, отримання османського підданства та культурна асиміляція.
Згідно з історичними джерелами Петро Суховій (Суховієнко) будучи гетьманом Правобережної України (1668-1669 роки) активно підтримував тісні зв'язки з Кримським ханством та Османською імперією. Кримська орієнтація Петра Суховія була обумовлена прагматичними політичними та військовими інтересами в умовах вкрай складної та динамічної доби Руїни, коли успіх гетьмана багато в чому залежав від здатності маневрувати між потужними сусідами. Склавши повноваження гетьмана в Умані у 1669 році, прибув до Криму з трьома сотнями козаків і вступив на службу до кримського хана. Саме тоді він прийняв іслам та взяв собі кримськотатарське ім'я Шамай або Ашпат-Мурза.
Сьогодні термін "потурчені українці" в основному має історичний характер. Прямих нащадків цих людей, які б чітко ідентифікували себе як "потурчені українці" з мусульманською вірою, в Україні немає. Однак, це явище є важливою частиною складної історії взаємин України з Османською імперією та Кримським ханством. 

## Цікаві факти
- Одним із засобів отуречення був набір у яничари: юнаків із християнських сімей виховували військовими, навертали до ісламу й перетворювали на опору Османського режиму.
- Семен Гулак-Артемовський у своїй опері "Запорожець за Дунаєм" жартівливо обігрує тему отуречення (або, як її називають у народі, "потурчення") через образ козака Карася. У другій дії опери, щоб вивідати наміри турецького султана щодо запорожців, Іван Карась перевдягається у турецький одяг і намагається спілкуватися з султаном.